# Baropodometria
Baropodometria é o estudo da pisada e por consequência da postura, o exame da baropodometria é realizado por um equipamento chamado baropodômetro.
Esse exame é feito por um profissional qualificado que utiliza a plataforma para analise da pisada. 
O centro de investigação da Universidade de Montpellier, em 1978, sob a direção do professor Rabishong, fez uma investigação de medidas computadorizadas de sistemas de pressão, para o estudo estático e dinâmico de cargas nos pés.
Os expertos têm certificado este método de diagnóstico para complementar as observações clínicas e proporcionar ao paciente uma análise mais compreensível e precisa. O Baropodômetro, é um equipamento modular desenvolvido para o estudo das pressões plantares estáticas e dinâmicas, com a mais alta concepção de tecnologia, que consiste de uma passarela barossensível com sensores, em uma plataforma de aproximadamente três metros, conectada a um computador que recria imagens coloridas e dados estatísticos com um alto valor diagnóstico 
O equipamento é único em seu gênero pois permite a avaliação do ciclo completo da marcha (mínimo duas pisadas) por sua configuração modular.
É um sistema de apoio para os experts, já que permite apreciar as cargas dos pés em diferentes modalidades, proporciona uma análise biomecânica e estrutural das possíveis anomalias na marcha e na postura. Os relatórios das análises obtidos pelo sistema brindam informações que complementam as observações do especialista para avaliação periódica, de diagnóstico, pre-post cirúrgica, terapéutica e / ou reabilitatória.
Existem diversos modelos de baropodômetro e no Brasil há apenas um fabricante desse equipamento, a HS Technology e cada modelo tem suas peculiaridades, como sensores, área útil para realizar a avaliação, software, frequência de dados e design. 
O Baropodômetro é um sistema que estuda as pressões com aplicações específicas na análise do pé. A informação das pressões (estática, dinâmica e postural) é utilizada para aprofundar no diagnóstico clínico e para avaliar áreas de sub e sobre cargas.